# HMS Tadoussac (J220)
Le HMS Tadoussac (pennant number J220)  est un dragueur de mines de la Classe Bangor lancé pour la Royal Navy (RN) et qui a servi pendant la Seconde Guerre mondiale.

## Conception
Le Tadoussac est commandé dans le cadre du programme de la classe Bangor de 1940-41 le 28 novembre 1940 pour le chantier naval de Dufferin Shipbuilding Company à Toronto dans la province d'Ontario au Canada. La pose de la quille est effectuée le 17 avril 1941, le Tadoussac est lancé le 2 août 1941 et mis en service le 28 mars 1942.
La classe Bangor doit initialement être un modèle réduit de dragueur de mines de la classe Halcyon au service de la Royal Navy,. La propulsion de ces navires est assurée par 3 types de motorisation: moteur diesel, moteur à vapeur à pistons double ou triple expansions et turbine à vapeur. Cependant, en raison de la difficulté à se procurer des moteurs diesel, la version diesel a été réalisée en petit nombre.
Les dragueurs de mines de classe Bangor version anglaise à moteur alternatif à vapeur déplacent 684 tonnes en charge normale. Afin de pouvoir loger les chaufferies, ce navire possède des dimensions plus grandes que les premières versions à moteur diesel avec une longueur totale de 58 mètres LHT, une largeur de 8,69 mètres et un tirant d'eau de 3,2 mètres. Ce navire est propulsé par 2 moteurs alternatifs verticaux à triple expansions alimentés par 2 chaudières à tubes d'eau à 3 tambours Admiralty et entraînant deux arbres d'hélices. Les moteurs développent une puissance de 2 400 chevaux-vapeur (1 790 kW) et atteignent une vitesse maximale de 16 nœuds (30 km/h). Le dragueur de mines peut transporter un maximum de 163 tonnes de fioul qui lui donne un rayon d'action de 2 800 milles nautiques (5 200 kilomètres) à 10 nœuds (19 km/h).
Leur manque de taille donne aux navires de cette classe de faibles capacités de manœuvre en mer, qui seraient même pires que celles des corvettes de la classe Flower. Les versions à moteur diesel sont considérées comme ayant de moins bonnes caractéristiques de maniabilité que les variantes à moteur alternatif à faible vitesse. Leur faible tirant d'eau les rend instables et leurs coques courtes ont tendance à enfourner la proue lorsqu'ils sont utilisés en mer de face.
Les navires de la classe Bangor sont également considérés comme exiguës pour les membres d'équipage, entassant plus de 60 officiers et matelots dans un navire initialement prévu pour un total de 40 hommes.
Les Bangors équipés de moteur à vapeur à pistons double ou triple expansions sont armés d'un canon anti-aérien QF de 12 livres (7,62 cm) et d'un canon AA QF de 2 livres (4 cm) ou d'un quadruple affût pour la mitrailleuse Vickers .50. Sur certains navires, le canon de 2 livres est remplacé par un canon AA Oerlikon de 20 mm simple ou double, tandis que la plupart des navires sont équipés de quatre affûts Oerlikon simples supplémentaires au cours de la guerre. Pour les missions d'escortes, leur équipement de dragage de mines peuvent être échangé contre une quarantaine de grenades sous-marines.

## Histoire

### Seconde Guerre mondiale
Le 1er avril 1943, le Tadoussac escorte le sous-marin de classe U HMS Universal (P57) qui a quitté Campbeltown pour Scapa Flow et a effectué le passage vers le nord avec le sous-marin de classe T HMS Tuna (N94) et le sous-marin de classe S  .
Le 4 avril 1943, le Tadoussac escorte le sous-marin de classe U HMS Usurper (P56) qui a quitté Scapa Flow pour le Holy Loch.

### Après-guerre
Le Tadoussac est vendu pour service commercial le 18 octobre 1946.

### Participation auxconvois
Le Tadoussac a navigué avec les convois suivants au cours de sa carrière:
1. Convoi HX 334
2. Convoi KMS 11G
3. Convoi KMS 21G
4. Convoi KX 8
5. Convoi MKS 5X
6. Convoi MKS 12
7. Convoi MKS 16G
8. Convoi MKS 20
9. Convoi OS/KMS 108KM
10. Convoi SL/MKS 128MK
11. Convoi SL/MKS 132MK
12. Convoi SL/MKS 132S

### Commandement
- T/Lieutenant (T/Lt.) John Penri Davies (RNR) de septembre 1942 au 11 septembre 1943
- Commander (Cdr.) (en retraite) John Pollington Apps (RN) du 11 septembre 1943 au 12 février 1945
- Commander (Cdr.) George Dibley (RNR) du 12 février 1945 à mi-1945
- Lieutenant (Lt.) James Ayton (RN) de mi-1945 au 28 septembre 1945
- A/Lieutenant Commander (A/Lt.Cdr.) Harry James Alfred Wilson (RN) du 28 septembre 1945 à fin 1945

Notes:
RN: Royal Navy
RNR: Royal Naval Reserve